# Chroniques barbares
Chroniques barbares est une série de bande dessinée historique réalisée par le Français Jean-Yves Mitton et publiée par Soleil de 1994 à 2000.

## Albums
- Chroniques barbares, Soleil  :

1. La Fureur des Vikings, 1994.
2. La Loi des Vikings, 1995.
3. L’Odyssée des Vikings, 1995.
4. Le Retour des Vikings, 1998.
5. Au nom des Vikings, 1999.
6. Le Dernier Viking, 2000.

- Chroniques barbares : L'Intégrale, Soleil, 2000  (ISBN 2-84565-057-4).
- Chroniques barbares : Intégrale, Soleil, 2019, 2 vol.  (ISBN 978-2-302-07448-4 et 978-2-302-07745-4).